# 柳亭市若
柳亭 市若（りゅうてい いちわか、1986年4月30日 - ）は、落語協会所属の落語家。四代目柳亭市馬門下の二ツ目、本名∶野坂 草馬。

## 経歴
神奈川県川崎市で生まれ、両親の仕事の関係で5歳までオランダ・アムステルダムで過ごす。神奈川県立麻生高等学校を経て、2011年3月に日本大学大学院生物資源科学研究科を修了。
2015年2月9日に四代目柳亭市馬に入門。2016年4月1日に前座となる。前座名は「市若」。2020年2月11日に橘家文太、柳亭市次郎、春風亭朝枝と共に二ツ目に昇進。

## 芸歴
- 2015年2月∶四代目柳亭市馬に入門。
- 2016年4月∶前座となる、前座名「市若」。
- 2020年2月∶二ツ目昇進。

## 人物
- 趣味は食べ歩き[1]。